# Gustav Hartmann
Gustav Hartmann, född 31 mars 1835 i Vechelde, Braunschweig, död 16 november 1894 i Tübingen, var en tysk jurist.
Hartmann blev juris doktor 1857, privatdocent i Göttingen 1860, 1864 ordinarie professor i Basel, 1872 i Freiburg im Breisgau, 1878 i Göttingen och 1885 i Tübingen.  Hans huvudarbete är Zur Lehre von den Erbverträgen und von den gemeinschaftlichen Testamenten (1860). I Ueber den rechtlichen Begriff des Geldes and den Inhalt von Geldschulden (1868) och Internationale Geldschulden. Beitrag zur Rechtslehre vom Gelde (1882) hävdar han skillnaden mellan den juridiska och nationalekonomiska uppfattningen av begreppet pengar.
I bland annat "Archiv für die civilistische Praxis", i vilken han var medredaktör och "Jhering's Jahrbücher" skrev han en rad avhandlingar. Hans ingående studier över Gottfried Wilhelm von Leibniz resulterade i hans sista bok Leibniz als Jurist und Rechtsphilosoph (1892), tillägnad Rudolf von Jhering. Han var på många punkter överens med den sistnämnde, utan att vara hans slaviska anhängare.

## Övriga skrifter i urval
- Ueber Begriff und Natur der Vermächtnisse im Römischen Recht (1872)
- Die Obligation. Untersuchungen über ihren Zweck und Bau (1875)
- Juristischer Casus und seine Præstation bei Obligationen auf Sachleistung ins besondere beim Kauf (1884)